# グアナドレル
グアナドレル(Guanadrel)は、高血圧治療薬である。硫酸塩の形で流通する。

## 作用機構
グアナドレルは、神経節後アドレナリン遮断薬である。グアナドレルの取り込みと交感神経ニューロンへの蓄積はノルアドレナリンのポンプにより行われ、グアナドレルはゆっくり神経末端のノルアドレナリンと置き換わり、神経の興奮によるノルアドレナリンの放出を妨げる。カテコールアミンの枯渇の結果としての交感神経の興奮への応答としての神経伝達物質の放出の抑制は、細動脈収縮の抑制、特に体勢の変化により生じる交感神経の緊張の際の反射の増加につながる。グアナドレルは、消化管から急速に吸収される。
1981年、 ジャーナル・オブ・ジ・アメリカン・メディカル・アソシエーション誌は、グアナドレルが第2段階及び第3段階の高血圧の治療に効果的であると報告した。

## 化学
グアナドレルは、シクロヘキサンが3-クロロ-1,2-プロパンジオールによってケタール化され、[[2-クロロメチル-1,4-ジオキシスピロ[4,5]デカン]]を形成することによって合成される。これはさらにフタルイミドナトリウムと反応する。アルカリヒドラジン分解の後、生じたフタルイミド誘導体は、2-アミノメチル-1,4-ジオキシスピロ[4,5]デカンに変換し、これがS-メチルチオ尿素と反応してグアナドレルが得られる。

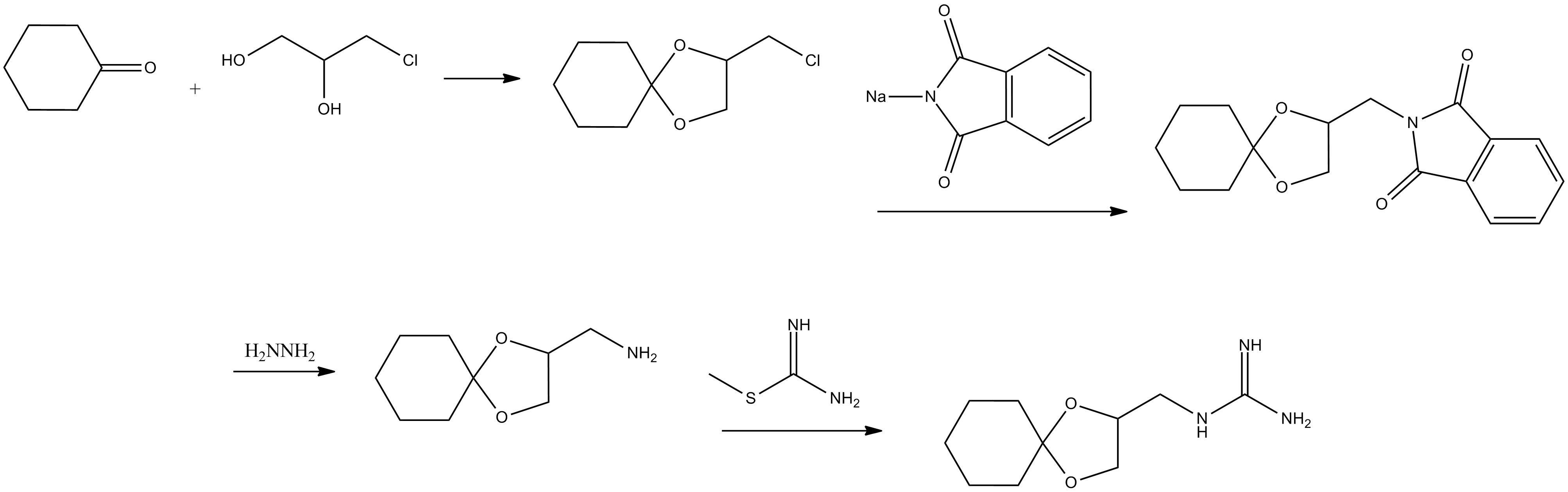
グアナドレル合成